# Balthasaria schliebenii
Balthasaria schliebenii är en tvåhjärtbladig växtart som först beskrevs av Melch., och fick sitt nu gällande namn av Bernard Verdcourt. Balthasaria schliebenii ingår i släktet Balthasaria och familjen Pentaphylacaceae. Utöver nominatformen finns också underarten B. s. intermedia.